# Settembre

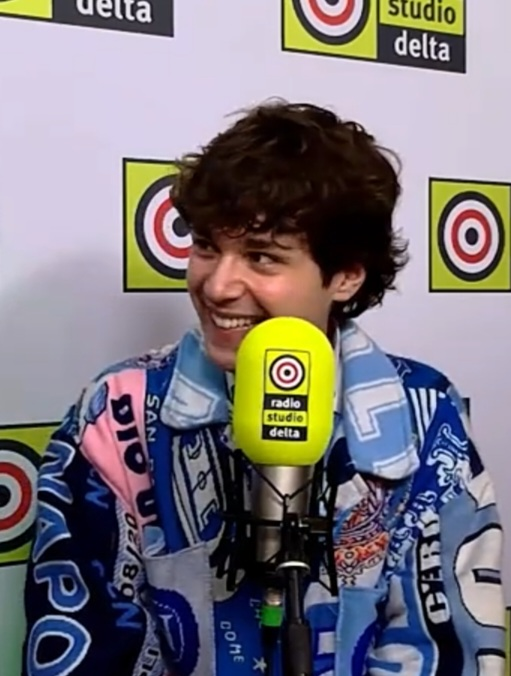
Settembre (2025)

Settembre (* 2001 als Andrea Settembre in Neapel) ist ein italienischer Popsänger.

## Werdegang
In jungen Jahren hatte Settembre erst Tanz-, dann Gesangsunterricht. Mit zwölf Jahren nahm er an der Castingshow Io canto auf Canale 5 teil. Nach weiteren öffentlichen Auftritten nahm er 2019 an The Voice of Italy teil, wo er im Team von Gigi D’Alessio war. Weitere Aufmerksamkeit erhielt Settembre durch die Teilnahme an X Factor 2023.
Mit dem Lied Vertebre qualifizierte sich der Sänger über Sanremo Giovani für die Newcomer-Kategorie des Sanremo-Festivals 2025, die er gewinnen konnte.

## Diskografie
EPs

| Jahr | Titel    | Höchstplatzierung, Gesamtwochen, AuszeichnungChartsChartplatzierungen (Jahr, Titel, Platzierungen, Wochen, Auszeichnungen, Anmerkungen) | Anmerkungen                            |
| Jahr | Titel    | IT | Anmerkungen                            |
| ---- | -------- | --- | -------------------------------------- |
| 2025 | Vertebre | IT43 (4 Wo.)IT | Erstveröffentlichung: 14. Februar 2025 |

Singles (Auswahl)

| Jahr | Titel Album | Höchstplatzierung, Gesamtwochen, AuszeichnungChartsChartplatzierungen (Jahr, Titel, Album, Platzierungen, Wochen, Auszeichnungen, Anmerkungen) | Anmerkungen                                                                                    |
| Jahr | Titel Album | IT | Anmerkungen                                                                                    |
| ---- | ----------- | --- | ---------------------------------------------------------------------------------------------- |
| 2024 | Vertebre    | IT31 Gold · (13 Wo.)IT | Erstveröffentlichung: 19. November 2024 Beitrag zum Sanremo-Festival 2025 (Newcomer-Kategorie) |

## Belege
1. ↑  Settembre. Rai, abgerufen am 5. Januar 2025 (italienisch).
2. ↑  Archivio classifiche Top Singoli. FIMI, abgerufen am 22. Februar 2025 (italienisch).
3. ↑  Archivio classifiche Top Singoli. FIMI, abgerufen am 5. Januar 2025 (italienisch).
4. ↑  Auszeichnungen für Musikverkäufe: IT

| Personendaten    | Personendaten                   |
| ---------------- | ------------------------------- |
| NAME             | Settembre                       |
| ALTERNATIVNAMEN  | Settembre, Andrea (Geburtsname) |
| KURZBESCHREIBUNG | italienischer Popsänger         |
| GEBURTSDATUM     | 2001                            |
| GEBURTSORT       | Neapel                          |